# Bagaladi
Bagaladi község (comune) Calabria régiójában, Reggio Calabria megyében.

## Fekvése
Az Aspromonte Nemzeti Park területén fekszik a Tuccio völgyében. Határai: Cardeto, Montebello Ionico, Reggio Calabria, Roccaforte del Greco és San Lorenzo.

## Története
A települést a 7-8. században alapították a Dél-Itáliába érkező szaracénok. Neve valószínűleg a Baha’Allah-ból származik, amelynek jelentése a szépség Allah ajándéka. Más feltételezések szerint a települést a 9-10. században itt megtelepedő Szent Bazil-rendi szerzetesek alapították volna. A 19. század elején, amikor a Nápolyi Királyságban felszámolták a feudalizmust önálló községgé vált. 

## Népessége
A népesség számának alakulása:

## Főbb látnivalói
- Santissima Annunziata-templom
- San Teodoro Martire-templom
- a Tuccio-völgy vízimalmai